# Necrogammarus
Necrogammarus é um fóssil de artrópode descoberto em Herefordshire, Inglaterra, com nome binominal de Necrogammarus salweyi. O fóssil representa uma seção fragmentária da parte inferior e um apêndice [en] de um euriptérido  pterigotídeo, um grupo de grandes e predatórios artrópodes aquáticos que viveram do Siluriano Superior ao Devoniano Superior. O fóssil de Necrogammarus é da idade do Siluriano Superior e seu nome genérico significa "lagosta morta", derivando do grego antigo νεκρός (nekrós, “corpo morto”) e do latim gammarus ("lagosta").
Historicamente classificado como um milípede ou um crustáceo (daí o nome) e uma vez considerado como podendo representar o mais antigo miriápode no registro fóssil, Necrogammarus foi revelado pela primeira vez como representando uma seção fragmentária de um grande euriptérido pterigotídeo em 1986 pelo pesquisador Paul Selden. Como dois grandes pterigotídeos já são conhecidos da mesma localidade e mesmo período de tempo que Necrogammarus, Erettopterus e Pterygotus, é possível que os restos de Necrogammarus, na realidade, pertençam a um desses gêneros. Como ambos os gêneros são apenas diagnosticados e diferenciados um do outro por características em partes do corpo ausentes no fóssil de Necrogammarus, como as quelíceras (apêndices frontais) e coxas [en] (segmentos das pernas), é impossível atribuir Necrogammarus a qualquer um deles por enquanto.
Os pterigotídeos são diferenciados de outros euriptéridos por seus telsons (o segmento mais posterior do corpo) achatados e suas quelíceras (apêndices frontais) modificadas, terminando em quelas (garras) bem desenvolvidas. Independentemente de sua identidade potencial como Pterygotus ou Erettopterus, essas características provavelmente também estavam presentes em Necrogammarus, pois todos os outros membros da família as possuem.

## História da pesquisa

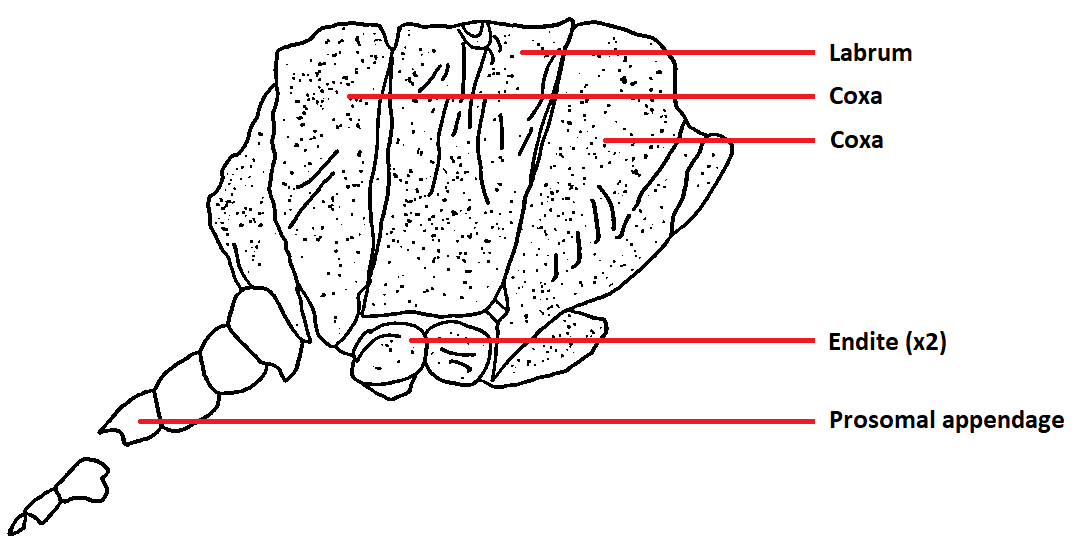
O holótipo Necrogammarus rotulado de acordo com a interpretação de Paul Selden como um euriptérido

O fóssil de Necrogammarus foi coletado por Humphrey Salwey na pedreira de Church Hill em Leintwardine [en], uma vila em Herefordshire, Inglaterra. Os depósitos específicos dos quais o fóssil foi descoberto fazem parte dos leitos inferiores de Leintwardine ou dos leitos médios de Elton, ambos da época Ludlow (Siluriano Superior) em idade.
O espécime, designado com o número de espécime In.43786 e alojado no Museu de História Natural de Londres, foi descrito pela primeira vez pelos proeminentes pesquisadores de euriptéridos John William Salter [en] e Thomas Henry Huxley em 1859. Embora os dois pesquisadores devam ter pensado que representava um euriptérido a princípio, pois seus fósseis foram incluídos em uma placa que, de outra forma, apresentava apenas fósseis de Pterygotus, eles descartaram a ideia no texto explicativo dos espécimes dizendo que o espécime havia sido "introduzido acidentalmente nesta placa". Em vez disso, os dois pesquisadores consideraram que o fóssil provavelmente representava os restos de algum tipo de crustáceo.
Em 1870, o espécime foi totalmente descrito com o novo nome de gênero Necrogammarus por Henry Woodward. O nome genérico significa "lagosta morta", derivando do grego antigo νεκρός (nekrós, “corpo morto”) e do latim gammarus ("lagosta"), e a espécie foi designada como Necrogammarus salweyi, o nome homenageando Humphrey Salwey, que havia originalmente descoberto o fóssil. Woodward concordou com a visão de Huxley e Salter do espécime como um crustáceo, referindo-o à ordem Amphipoda.
Com base no fato de que o fóssil parecia preservar diplossegmentos (pares fundidos de segmentos de artrópodes) e um membro unirramado [en] (um membro composto por uma única série de segmentos ligados de ponta a ponta), o geólogo Ben Peach concluiu que o fóssil não poderia ser de um crustáceo (pois seus membros muitas vezes não são unirramados) e, em vez disso, o referiu à classe Diplopoda em 1899, classificando-o como um milípede. Peach, no entanto, nunca havia examinado o holótipo pessoalmente (baseando sua diagnose apenas em imagens) e alguns pesquisadores, como Henry Woods em 1909, notaram que sua classificação ainda era incerta.
Em 1985, John E. Almond reexaminou o fóssil de Necrogammarus, observando que era um fragmento de um grande tronco de artrópode que preservava três segmentos articulados, sendo o do meio o segmento que Peach havia interpretado como um diplossegmento. Um dos segmentos possuía uma estrutura identificada por Peach como um membro unirramado, uma identificação com a qual Almond concordou. Como os segmentos externos não parecem ser duplos nem possuem qualquer sobreposição de segmentos, além da completa falta de evidência de quaisquer hábitos terrestres, Almond considerou que o gênero representava provisoriamente um parente aquático primitivo do subfilo Uniramia de artrópodes (o grupo que inclui miriápodes, hexápodes e Onychophora).
Após um exame mais aprofundado do fóssil em 1986, Paul Selden pôde determinar que Necrogammarus na verdade representava os restos fósseis de um euriptérido  pterigotídeo, sendo o espécime o infracapítulo [en] (uma placa discreta formada pela fusão das coxas [en] palpais e do labrum [en]) e seu palpo (o segundo par de apêndices) anexo.

## Descrição e classificação

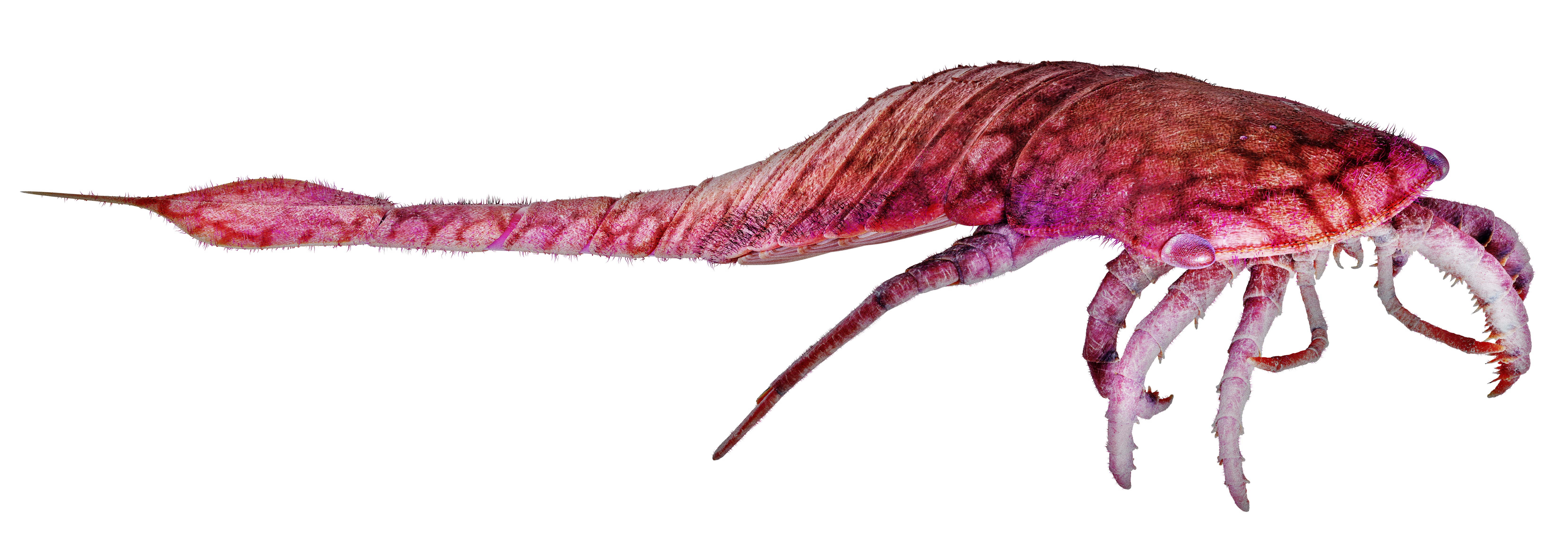
O espécime cuja morfologia é comparável à do Necrogammarus é posteriormente identificado como Slimonia

Muito pouco pode ser afirmado com confiança sobre Necrogammarus devido à sua natureza altamente fragmentária. Selden reconheceu imediatamente o fóssil como pertencente a um euriptérido pterigotídeo por ter estudado o mecanismo de alimentação do pterigotídeo Erettopterus bilobus. Erettopterus possuía apenas três pares de pernas de locomoção delgadas (tipicamente, euriptéridos com pernas natatórias possuem quatro), sendo o primeiro par de pernas de locomoção reduzido a um pequeno palpo. As coxas e o labro deste palpo são fundidos em uma estrutura conhecida como infracapítulo. A comparação entre Necrogammarus e espécimes de Erettopterus revela que Necrogammarus representa o infracapítulo e o palpo de um grande pterigotídeo. O espécime inteiro, excluindo o palpo, mede cerca de 70 mm de lado a lado, com o palpo medindo cerca de 45 mm. Em 2023, no entanto, um espécime de Erettopterus bilobus que é comparado à morfologia de Necrogammarus é identificado como um espécime de Slimonia.
Dois outros pterigotídeos (e numerosos fragmentos não identificáveis referidos ao grupo) são conhecidos da mesma localidade que Necrogammarus, Pterygotus arcuatus e Erettopterus marstoni. Ambas as espécies são animais de tamanho moderado, com Pterygotus arcuatus atingindo comprimentos de 60 cm e Erettopterus marstoni atingindo comprimentos de 70 cm. Como ambas essas espécies e os gêneros aos quais são atribuídas são diagnosticados com base em características do telson (o segmento mais posterior do corpo), quelíceras (apêndices frontais), coxas e o metastoma [en] (uma grande placa que faz parte do abdômen), é impossível atribuir Necrogammarus a qualquer um deles, uma vez que o espécime de Necrogammarus não possui essas partes do corpo. É possível que represente um fragmento de qualquer um deles ou um gênero distinto.
Existem várias características que são compartilhadas entre pterigotídeos e, portanto, muito provavelmente estavam presentes em Necrogammarus também. A superfície externa de seus exoesqueletos era coberta por uma ornamentação de escamas semilunares não vistas em outros grupos de euriptéridos e seus apêndices não possuíam espinhos (ao contrário de muitos outros grupos, particularmente os pterigotioides primitivos). O telson era expandido e achatado e possuía uma pequena quilha mediana. Em Pterygotus, o telson terminava em um espinho curto, enquanto em Erettopterus, era indentado, dando uma aparência bilobada. As quelíceras (o primeiro par de apêndices), tipicamente pequenas e usadas para auxiliar na alimentação em outros grupos de euriptéridos, eram robustas e gigantescas em pterigotídeos, com dentes fortes desenvolvidos em garras especializadas. Pensa-se que essas garras tenham sido usadas na captura de presas.

## Paleoecologia
Além de Pterygotus arcuatus e Erettopterus marstoni, os sedimentos de Ludlow do Welsh Borderland [en] na Inglaterra também renderam outros euriptéridos indicativos de uma fauna de euriptéridos estabelecida, incluindo representantes dos gêneros Salteropterus e  Carcinosoma. Além dos euriptéridos, os depósitos de Ludlow em Leintwardine também renderam restos de vários gêneros de microplâncton [en] extinto, bem como uma fauna diversificada de asterozoários (o grupo que inclui estrelas-do-mar e ofiuróides) compreendendo pelo menos 16 espécies distintas. Outra fauna local inclui xifossúrios, filocáridos, crinoides, equinoides e ofiocistioides. O ambiente parece ter sido principalmente submarinho, com depósitos indicando que a fauna local vivia em canais conectados a um corpo de água maior.